# 若狭湾国定公園
若狭湾国定公園（わかさわんこくていこうえん）は、福井県敦賀市の笙の川河口左岸から京都府舞鶴市の由良川河口右岸に至る、若狭湾に面した海岸線を中心に指定された国定公園である。

## 概要
1955年（昭和30年）6月1日に指定。総面積は約19,197 ha。かつては京都府京丹後市にある丹後半島北部を西端としていたが、由良川以西の区域は独立し丹後天橋立大江山国定公園の一部となっている。
リアス式海岸の若狭湾をはじめ、湾に浮かぶ特別保護地区の冠島・沓島、海域公園の三方海域公園、ラムサール条約指定湿地となっている三方五湖およびその周辺を含有している。
公園内で確認されている、日本国が指定する特別天然記念物および天然記念物には、ニホンカモシカ、ヤマネ、コウノトリ、タンチョウ、コクガン、マガン、ヒシクイ、カラスバト、オオワシ、オジロワシ、イヌワシ、オオサンショウウオ、蒼島暖地性植物群落、常神のソテツが含まれる。

## 歴史
- 1955年（昭和30年）6月1日 - 海岸線約115 kmなどを国定公園に指定[2]。
- 1962年（昭和37年）11月 - 敦賀半島の区域を追加編入[5]。
- 1968年（昭和43年）5月1日 - 丹後半島の海岸部を追加編入[6]。
- 2007年（平成19年）8月3日 - 公園区域を一部変更。由良川以西の地域が丹後天橋立大江山国定公園として独立[2]。

## 見所

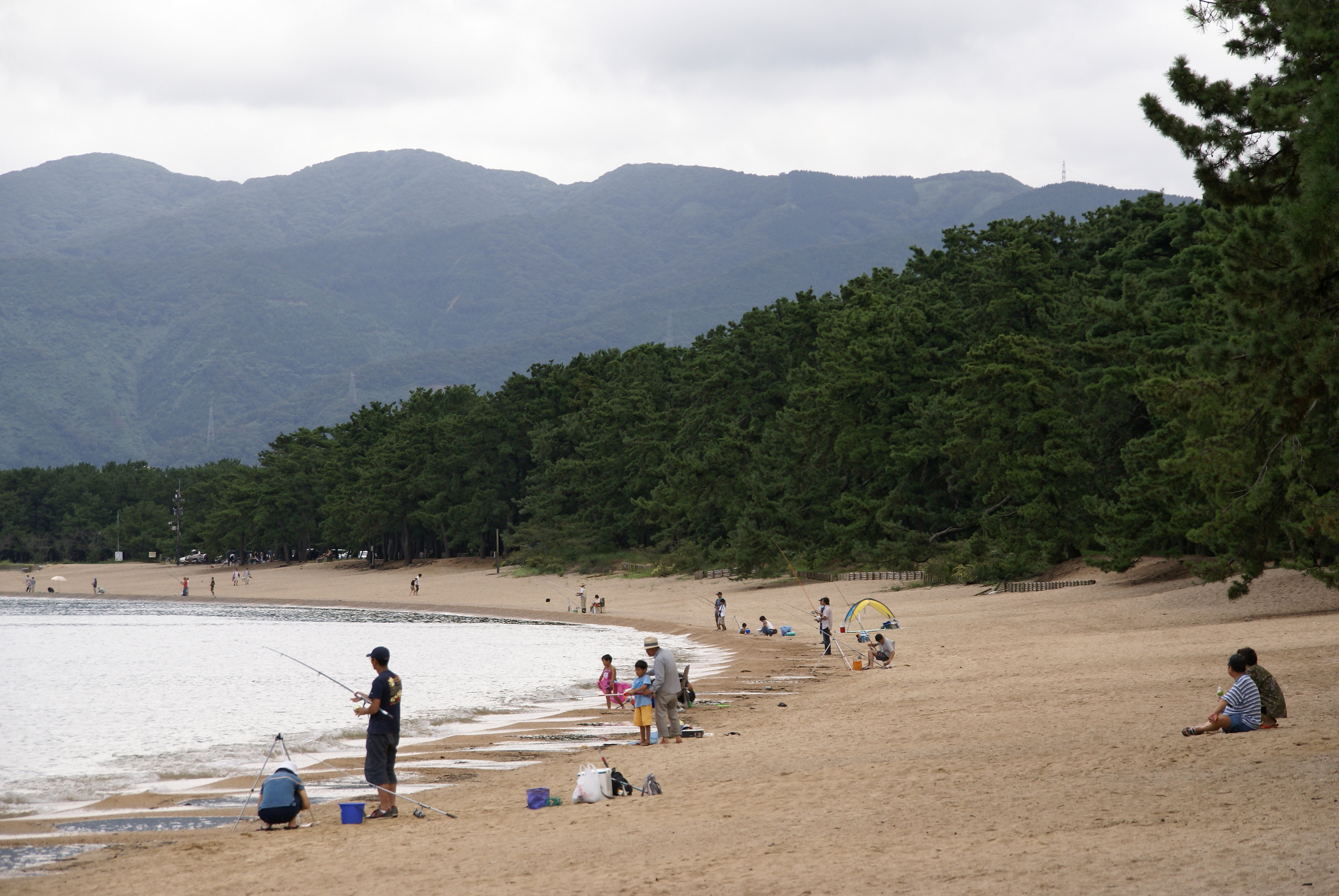
気比の松原
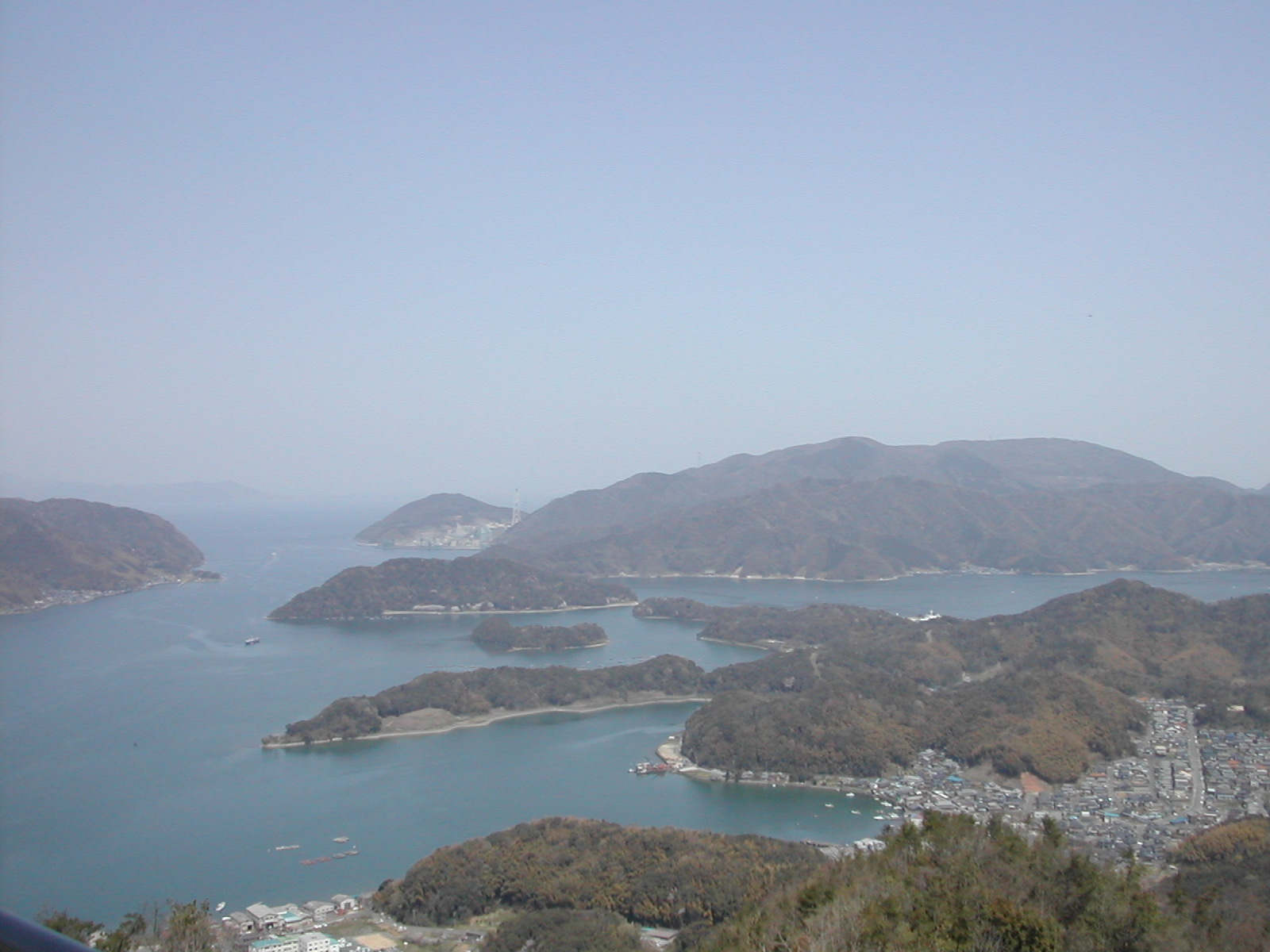
舞鶴湾のリアス式海岸
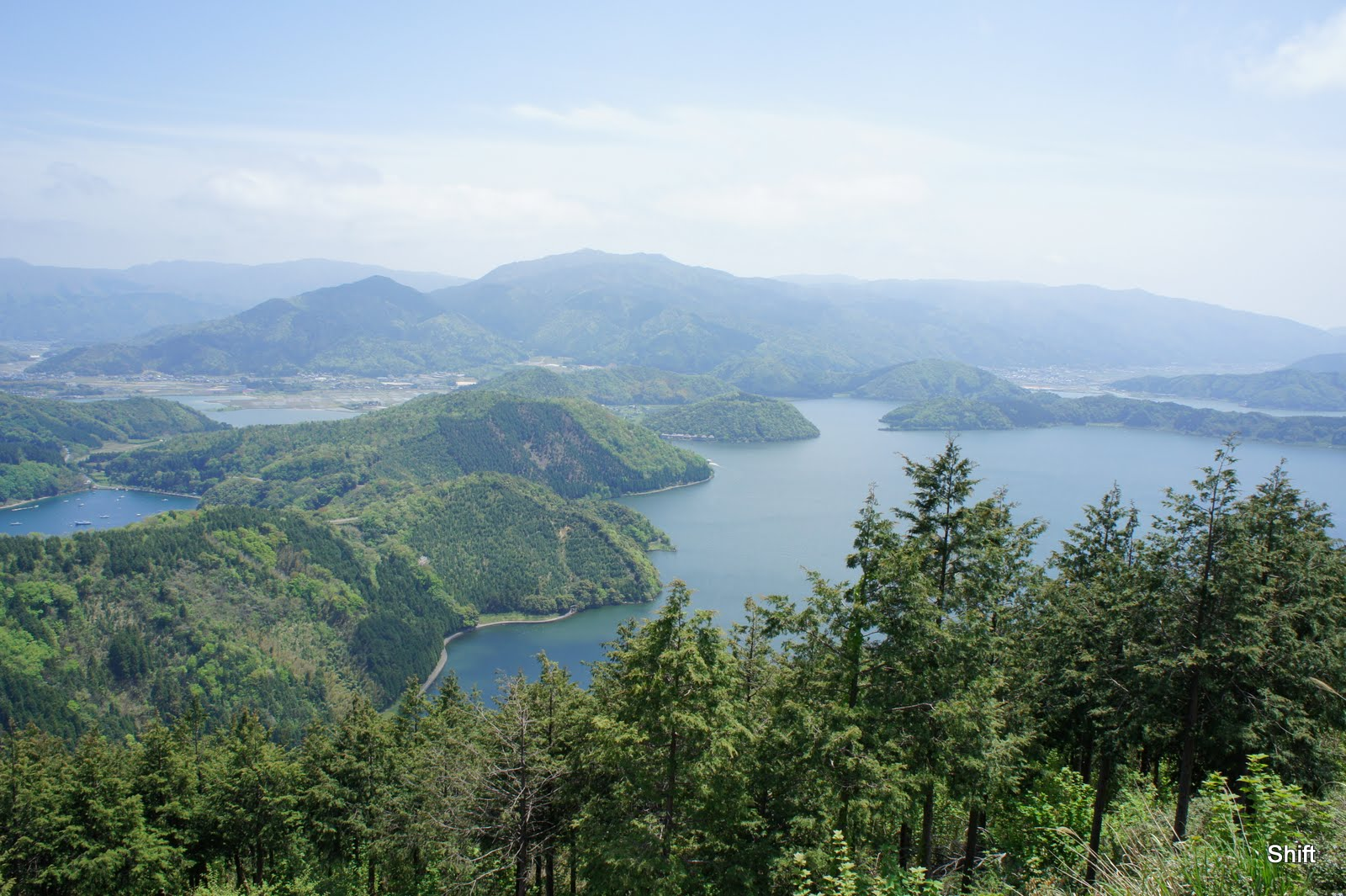
三方五湖
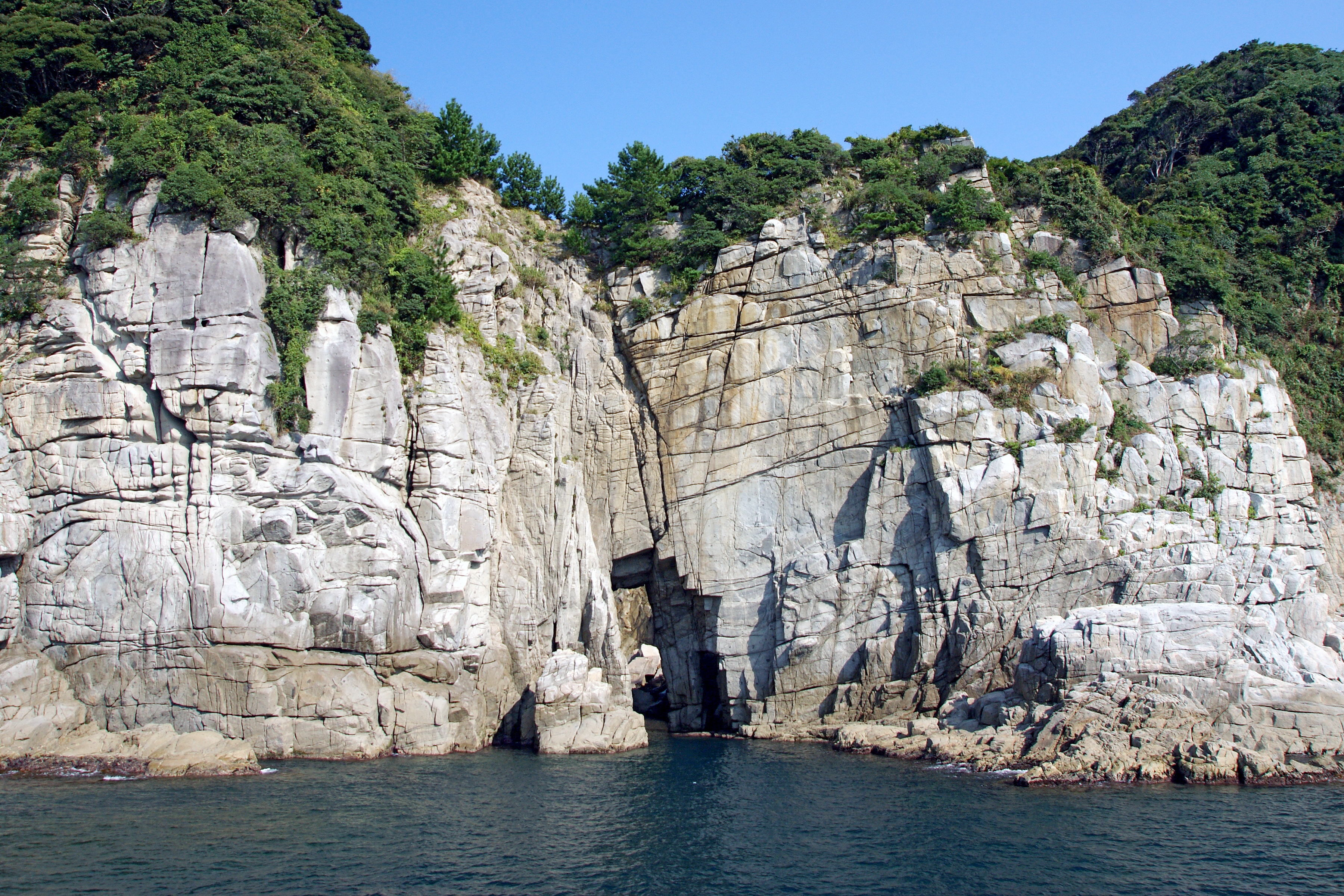
蘇洞門
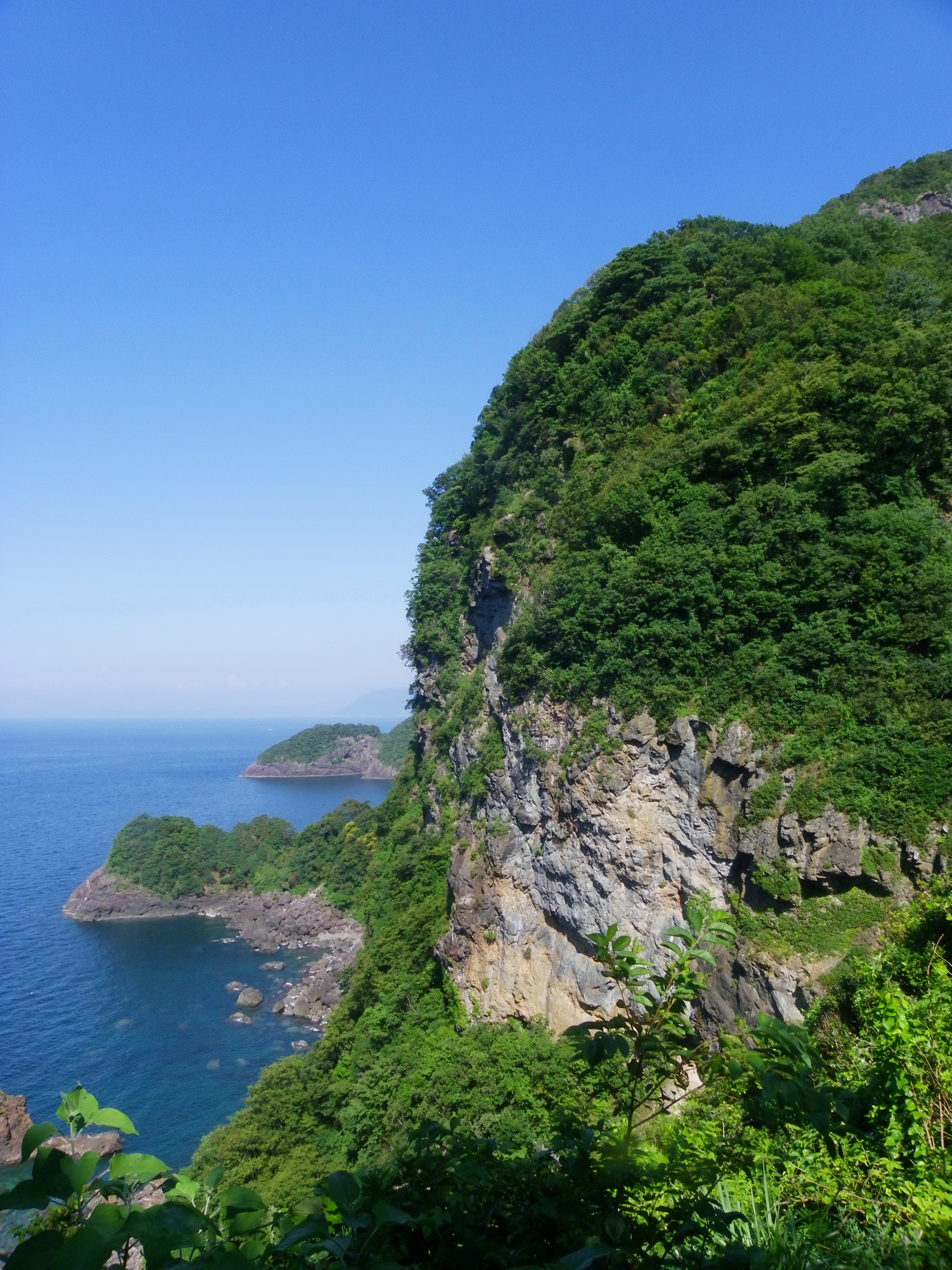
音海断崖
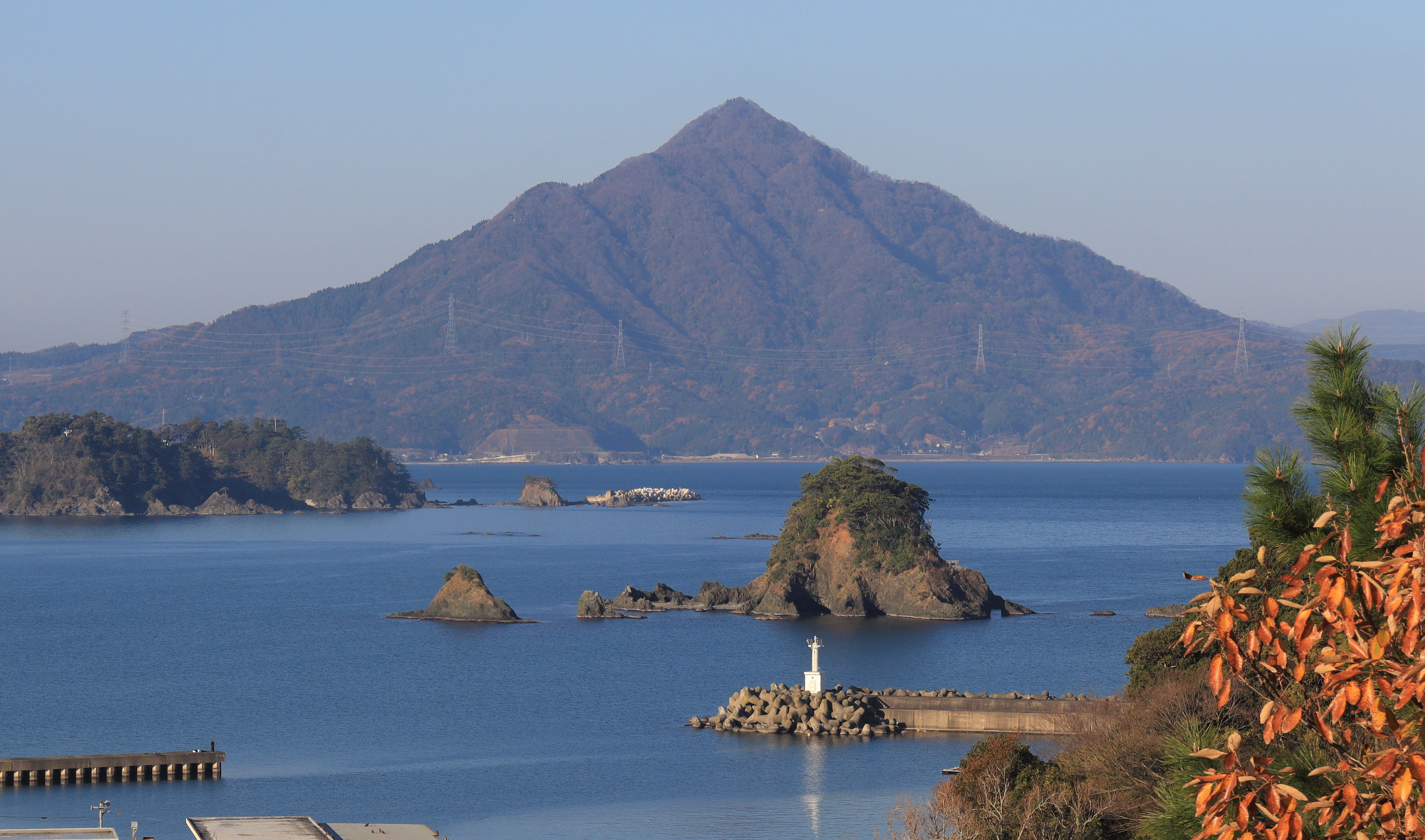
青葉山

- 敦賀湾
  - 気比松原（気比の松原）[7]
  - 敦賀半島
- 若狭湾
  - 世久見湾
  - 常神半島
  - 田烏湾
  - 黒崎半島
  - 矢代湾
  - 内外海半島
  - 小浜湾
  - 大島半島
  - 高浜湾
  - 内浦半島
    - 三方五湖[8][9]
    - 蘇洞門
    - 音海断崖

  - 青葉山[2]
- 舞鶴湾
  - 冠島[2]
  - 沓島[2]

- 気比の松原
- 舞鶴湾のリアス式海岸
- 三方五湖
- 蘇洞門
- 音海断崖
- 青葉山

## 関係自治体
福井県
- 敦賀市
- 三方郡美浜町
- 三方上中郡若狭町
- 小浜市
- 大飯郡おおい町
- 大飯郡高浜町

京都府
- 舞鶴市[2]